# 월터 웰포드
월터 웰포드(Walter Welford, 1868년 5월 21일 ~ 1952년 6월 28일)는 미국의 정치인이며, 제17대 노스다코타주 부지사, 제20대 노스다코타주 주지사를 역임했다.

## 생애
웰포드는 펨비나에서 20년 동안 타운십 서기로 근무했습니다. 그는 또한 노스다코타 주 하원의원(1907년부터 1911년까지)과 상원의원(1917년부터 1921년까지)을 역임했습니다. 노스다코타 주의 부지사로서 웰포드는 토마스 H. 무디가 실격 처리된 후 주지사가 되었습니다. 웰포드는 농민 정치 단체인 논파티잔 연맹(NPL)의 강력한 지지자였습니다. 웰포드 행정부 시절에는 주정부가 대공황의 영향을 받았습니다. 1936년 농작물 수확량은 가뭄으로 인해 비참하게 낮았습니다. 웰포드는 프랭클린 루스벨트 대통령을 만나 가뭄에 시달리는 농민들을 위한 연방 지원을 받았습니다. 1936년, 웰포드는 다시 출마하기로 결정했습니다. 그는 윌리엄 랭거 전 주지사를 꺾고 공화당 주지사 후보로 출마했지만 랭거는 사퇴를 거부하고 무소속으로 총선에 출마했습니다. 웰포드는 3자 주지사 선거에서 랭거에게 패배했습니다. (3위 후보는 민주당의 존 모세로, 랭거의 두 번째 임기에 이어 노스다코타의 22번째 주지사가 되었습니다.)

## 경력
- 펨비나 타운십 서기
- 1907 ~ 1911 제10·11대 미국 노스다코타주 하원의원
- 1917 ~ 1921 제15·16대 미국 노스다코타주 상원의원
- 1935.01 ~ 1935.02 제17대 노스다코타 부지사
- 1935.02 ~ 1937.01 제20대 노스다코타 주지사

## 역대 선거 결과
| 선거명      | 직책명                          | 대수 | 정당   | 득표율 | 득표수    | 결과 | 당락                   |
| ----------- | ------------------------------- | ---- | ------ | ------ | --------- | ---- | ---------------------- |
| 1924년 선거 | 하원의원 (노스다코타 제1선거구) | 69대 | 민주당 | 24.49% | 14,511표  | 2위  | 낙선                   |
| 1934년 선거 | 노스다코타 부지사               | 17대 | 공화당 | 50.19% | 123,479표 | 1위  | 노스다코타 부지사 당선 |
| 1936년 선거 | 노스다코타 주지사               | 21대 | 공화당 | 34.70% | 95,697표  | 2위  | 낙선                   |